# Johannes Geis
Johannes Geis (Schweinfurt, 17 augustus 1993) is een Duits voetballer die bij voorkeur als defensieve middenvelder speelt. Hij tekende in juni 2015 een contract tot medio 2019 bij FC Schalke 04, dat hem overnam van FSV Mainz 05.

## Clubcarrière
Geis verruilde in 2010 TSV Großbardorf voor SpVgg Greuther Fürth. Op 24 februari 2013 debuteerde hij hiervoor in de Bundesliga, tegen Bayer 04 Leverkusen. Op 21 april 2013 scoorde hij zijn eerste doelpunt voor Fürth, in een derby tegen FC Nürnberg. Fürth versloeg Nürnberg in eigen huis met 0-1 dankzij een doelpunt van Geis.
Op 31 mei 2013 tekende Geis een vierjarig contract bij FSV Mainz 05. Hij debuteerde voor zijn nieuwe club op de eerste speeldag van het seizoen 2013/14, met een basisplaats tegen VfB Stuttgart. Hij werd in de extra tijd gewisseld. Mainz 05 won de partij met 3-2. Op de tweede speeldag speelde hij de volledige wedstrijd, tegen SC Freiburg. Hij gaf een assist op Niki Zimling, die na een uur spelen het openingsdoelpunt scoorde. Mainz 05 won de uitwedstrijd met 1-2.
Geis tekende in juni 2015 een contract tot medio 2019 bij FC Schalke 04. Dat betaalde circa €10.000.000,- voor hem aan Mainz.

## Interlandcarrière
Geis debuteerde op 13 augustus 2013 voor Duitsland -21, tegen Frankrijk -21. Hij viel na rust in voor Emre Can.

## Erelijst
| Kampioen 2. Bundesliga | 1x | 2011/12 |

1 Reichert ·
2 Villadsen ·
3 Soares ·
4 Gruber ·
5 Drexler ·
6 Flick ·
9 Tzimas ·
10 Justvan ·
14 Goller ·
17 Castrop ·
18 Lubach ·
20 Jander ·
21 Yılmaz ·
22 Valentini  ·
23 Serra ·
26 Mathenia ·
28 Antiste ·
30 Emreli ·
31 Knoche ·
32 Janisch ·
33 Seidel ·
34 Forkel ·
35 Joachims ·
36 Schleimer ·
37 Kukučka ·
38 Osawe ·
39 Ortegel ·
44 Karafiát ·
Coach: Klose